# Gastrotheca albolineata
Gastrotheca albolineata là một loài ếch thuộc họ Hemiphractidae. Nó là loài đặc hữu của Brasil.
Các môi trường sống tự nhiên của chúng là các khu rừng ẩm ướt đất thấp nhiệt đới hoặc cận nhiệt đới và rừng mây ẩm nhiệt đới và cận nhiệt đới. Nó không được xem là bị đe dọa theo IUCN.